# Joan Reinhard III de Hanau-Lichtenberg
Joan Reinhard III de Hanau-Lichtenberg (en alemany Johann Reinhard III. von Hanau) va néixer a Rheinau (Alemanya) el 31 de juliol de 1665 i va morir a Philippsruhe el 28 de març de 1736. Era fill de Joan Reinhard II (1628-1666) i d'Anna Magdalena de Birkenfeld-Bischweiler (1640-1693). Va governar el Comtat d'Hanau-Lichtenberg des del 1680, i el de de Hanau-Münzenberg des del 1712.

## Biografia
La formació de Joan Reinhard, conjuntament amb el seu germà gran Felip Reinhard, el va portar a passar diverses temporades per tot Europa, a Estrasburg primer, i després a Ginebra, a Torí, a París, al Països Baixos i a Anglaterra. Més tard, a Milà, a Venècia i a Roma.
A l'edat de 15 anys, heretà el govern del Comtat d'Hanau-Lichtenberg, actuant com a tutors la seva mare i el seu oncle, el duc Cristià II de Zweibrücken-Birkenfeld (1637-1717), mentre que al seu germà li corresponia el comtat de Hanau-Münzenberg. Degut a la Guerra de Successió del Palatinat i a la Guerra de Successió Espanyola la situació econòmica de l'Alt Rin i del comtat de Hanau-Lichtenberg empitjorà notablement, fet que Joan Reinhard va intentar contrarestar amb exempció d'impostos per als seus súbdits.
Després de la mort del seu germà, el 1712, Joan Reinhard va poder reunificar els dos comtats, alternant-hi la seva residència. Durant el seu govern es va viure una puixança cultural, i va fer construir els palaus de Bouxwiller i el d'Estrasburg, avui seu de l'Ajuntament, al comtat d'Hanau-Lichtenberg; i els de Philippsruhe i de Hanau, al de Hanau-Münzenberg.

## Matrimoni i fills
Joan Reinhard es va casar el 20 d'agost de 1699 amb la comtessa Dorotea Frederica de Brandenburg-Ansbach (1676-1731), filla de Joan Frederic de Brandenburg-Ansbach
(1654-1686) i de la princesa Joana Elisabet de Baden-Durlach (1651-1680). El matrimoni va tenir una filla: Carlota Cristina (1700-1731), casada amb el príncep Lluís VIII de Hessen-Darmstadt (1691-1768).
En no haver-hi descendència masculina, l'herència del comtat de Hanau s'unia als dominis de Hessen-Darmstadt per raó del casament de la seva única filla. Però en morir aquesta abans que el seu pare, s'obrí un conflicte entre les dues famílies que acabà amb una important compensació econòmica a favor de Joan Reinhard, a canvi de la cessió definitiva del seu comtat als hereus de Hessen-Darmstadt.